# Happy Trails
Happy Trails är ett musikalbum av Quicksilver Messenger Service som lanserades 1969 på skivbolaget Capitol Records. Albumet var gruppens andra och är inspelat live 1968 på både Fillmore East och Fillmore West. Första delen av albumet består av en svit som bygger på Bo Diddleys låt "Who Do You Love". Albumet har sålt guld i USA och är gruppens enda att ha gjort så. Albumet var även i topp 200 billbords

## Låtlista
(kompositör inom parentes)
1. "Who Do You Love (Part 1)" (Ellas McDaniel) – 3:32
2. "When You Love" (Gary Duncan) – 5:15
3. "Where You Love" (Greg Elmore) – 6:07
4. "How You Love" (John Cipollina) – 2:45
5. "Which Do You Love" (David Freiberg) – 1:49
6. "Who Do You Love (Part 2)" (McDaniel) – 5:51
7. "Mona" (McDaniel) – 6:53
8. "Maiden of the Cancer Moon" (Duncan) – 2:54
9. "Calvary" (Duncan) – 13:31
10. "Happy Trails" (Dale Evans) – 1:29

## Listplaceringar
- Billboard 200, USA: #27[3]
- RPM, Kanada: #34[4]